# Кенігсварта
Кенігсварта (нім. Königswartha; в.-луж. Rakecy) — громада в Німеччині, розташована в землі Саксонія. Входить до складу району Бауцен.
Площа — 47,04 км2. Населення становить 3394 ос. (станом на 31 грудня 2020).
Офіційною мовою, крім німецької, є верхньолужицька.

## Галерея

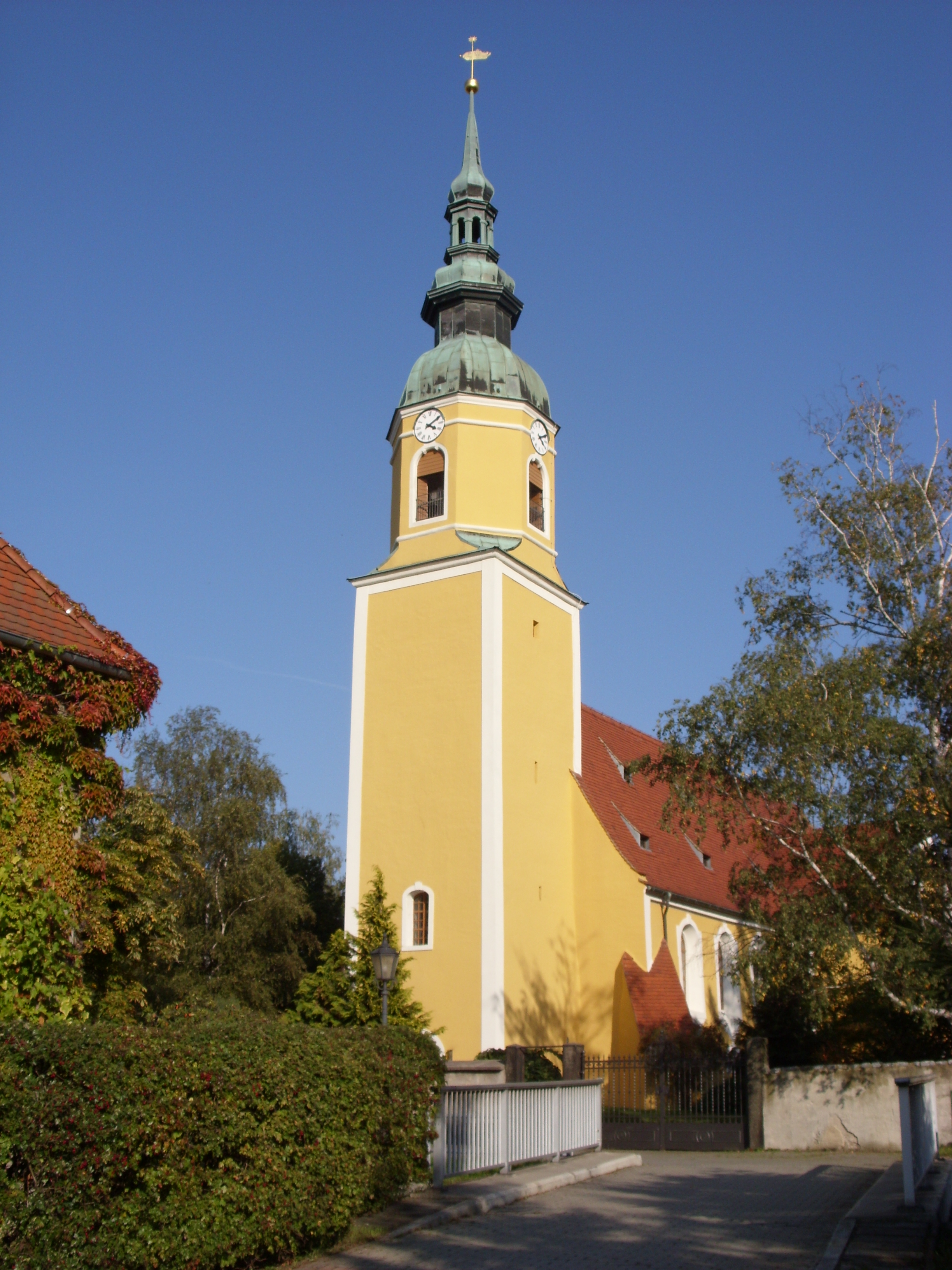
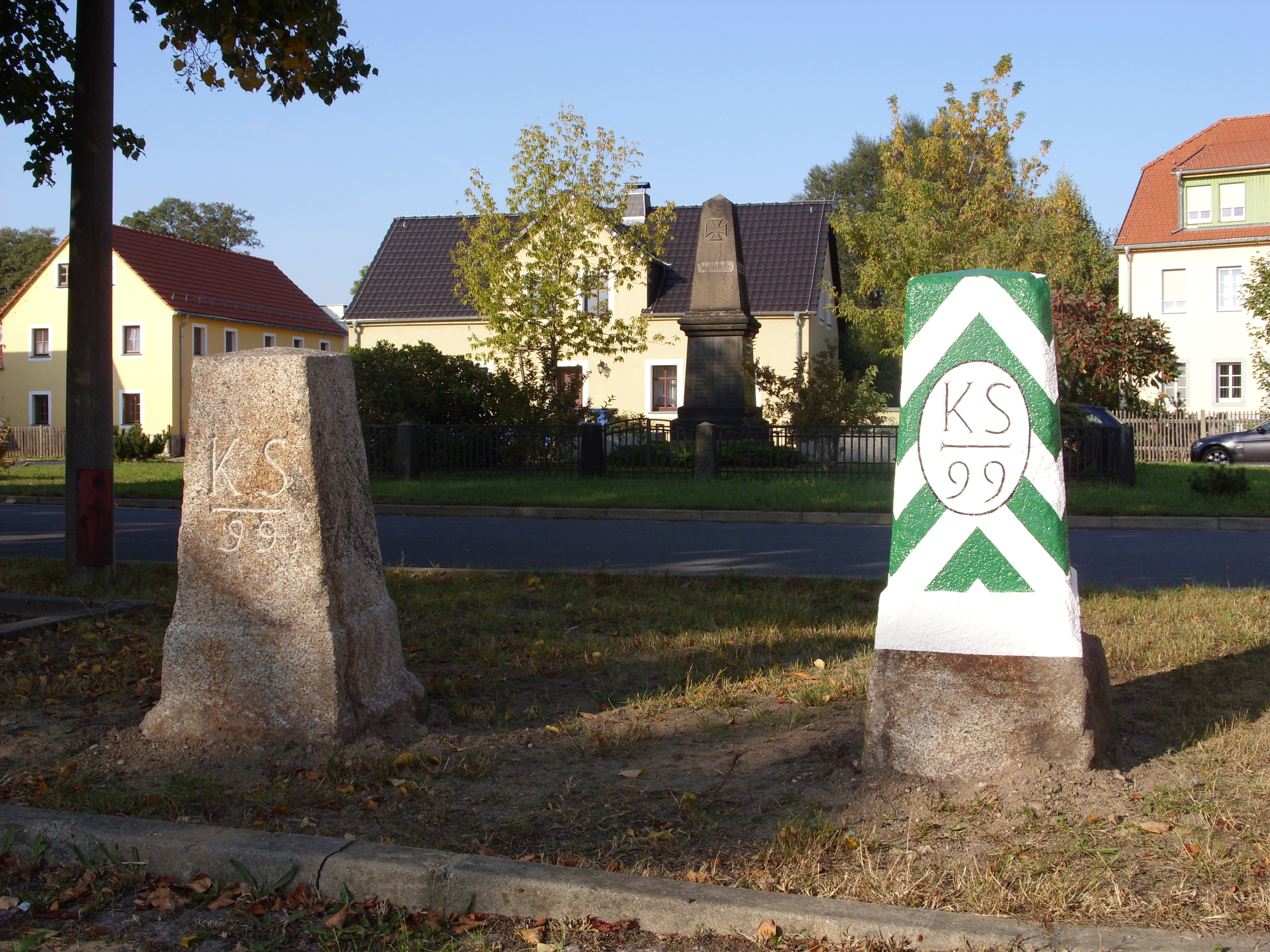
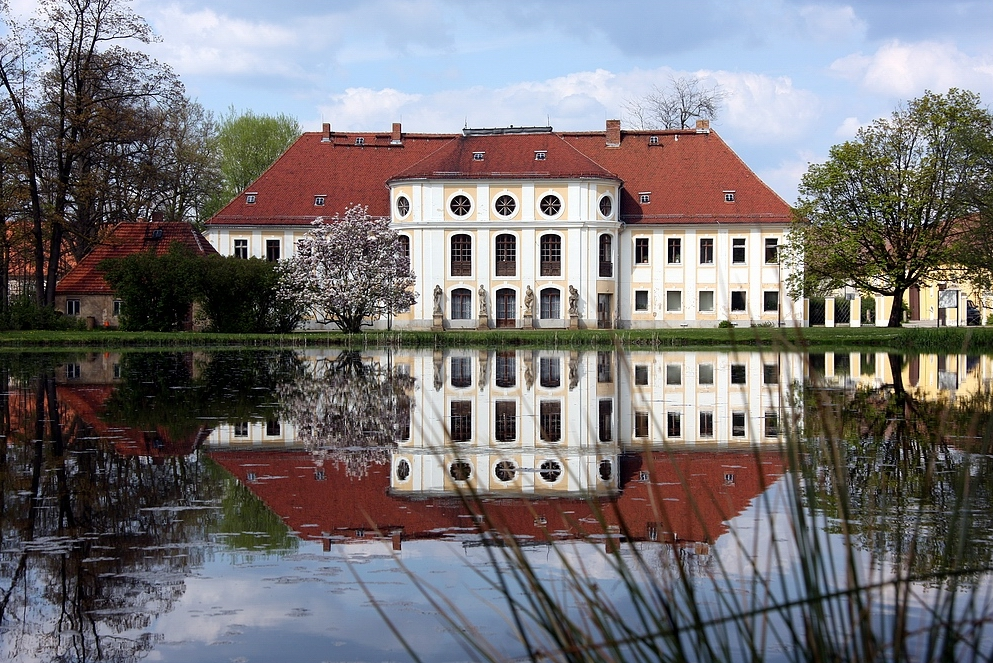
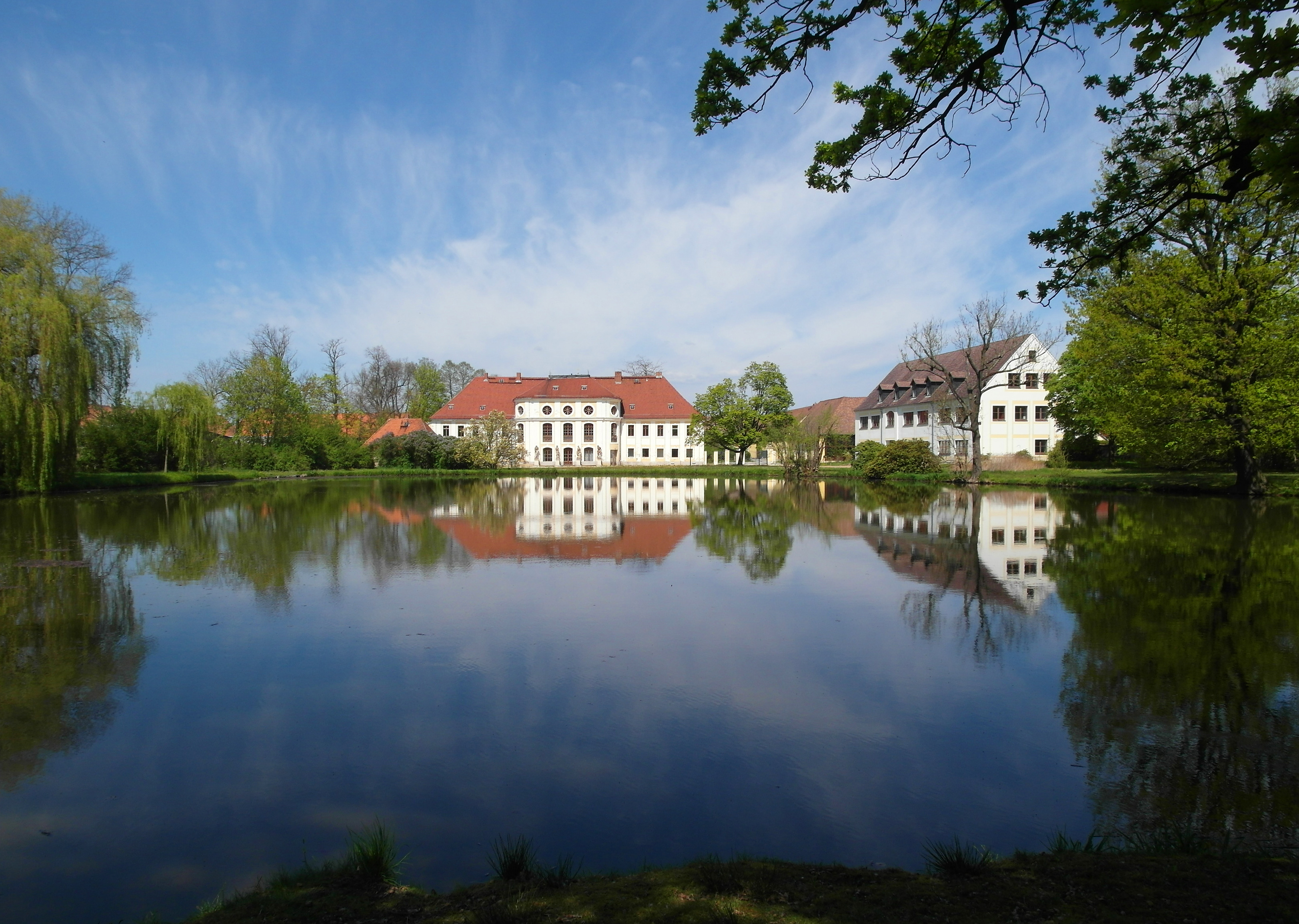
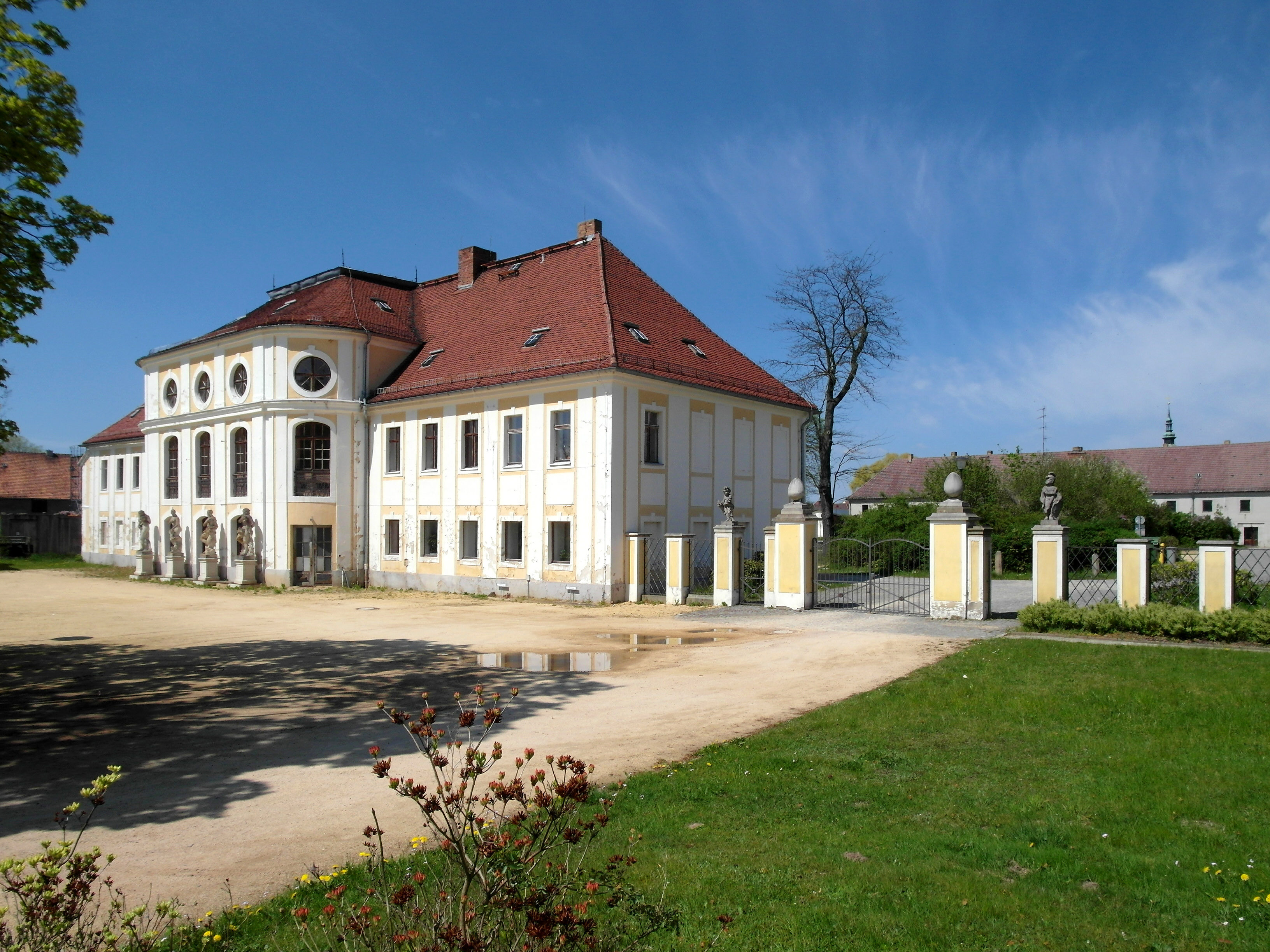
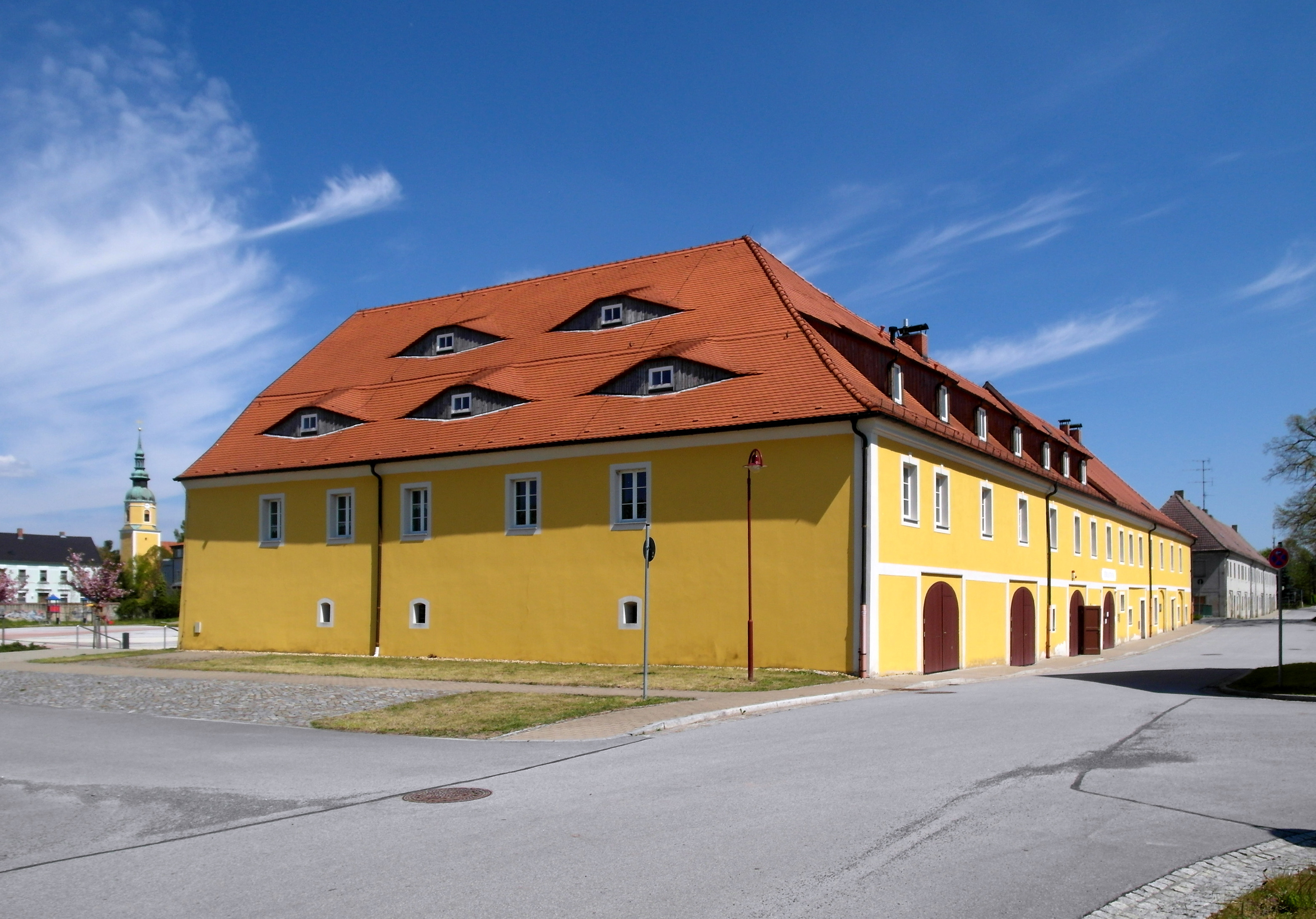